# صوفاكس

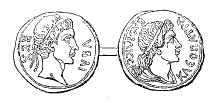

صوفاكس أو سيفاكس هو بطل من الأساطير الأمازيغية، كما ارتبط أيضاً بالأساطير الإغريقية.

## الأسطورة
يبرز صفاقس في الأساطير الأمازيغية كابن للربة طنجة. هذه الأخيرة كانت في البدء زوجة للبطل الأسطوري عنتي، الذي تكفل بحماية أرض الأمازيغ، ولم يكن ليهزم إلا بالحيلة كما يروي الشاعر بينداس معلقاً على هزيمة عنتي من طرف هرقل البطل الإغريقي.

### ولادة صفاقس
بعد القضاء على عنتي بقيت طنجة دون زوج، وارتبطت بهرقل وتعاملت وتاجرت معه. نتيجة لهذا الارتباط أنجبت طنجة ابناً سمي بصفاقس، بحيث أصبح في ما بعد بطلاً للأمازيغ يدافع عن أرضهم بعد أن توفي عنتي. كما اعتبر الأب الذي ينحدر منه كثير من ملوك الأمازيغ. وتحكي الأسطورة الطنجية بأن صفاقس قد قام ببناء مدينة طنجة، وسماها بهذا الاسم نسبة إلى أمه طنجة.

### ابن صفاقس
اعتبر ديودوروس نفسه ابناً لصفاقس وتمكن من إخضاع عدة قبائل إفريقية مدعوماً بجيش إغريقي متكون من الأولبيين وجنود من المدينة مايسينا الذين موضعهم جده هرقل.
حسب الكاتب الإغريقي بلوتارخ الذي كتب عن هذه الروايات، فإن هذه الأساطير نسجت للتعظيم والرفع من قدر الملك النوميدي الأمازيغي يوبا الأول الذي اعتبر نفسه ابناً لديودوروس وحفيداً لصفاقس.